# Kadalamagge, Arsikere
Kadalamagge là một làng thuộc tehsil Arsikere, huyện Hassan, bang Karnataka, Ấn Độ.